# Christine Laurent (réalisatrice)
Pour les articles homonymes, voir Laurent.
Ne doit pas être confondu avec Christine Laurent (actrice)
Christine Laurent est une actrice, réalisatrice, scénariste, scénographe et costumière française, née le 29 mars 1944 à Paris 8e, et morte le 5 janvier 2023 à Saint-Denis.

## Biographie
Christine Laurent apprend le dessin et la peinture à l'Académie Julian. Elle se forme ensuite à la scénographie, costumes et régie théâtrale au Centre de la rue Blanche.
Dans les années 1970, elle collabore avec l'opéra de Cologne, de Lyon et l'English National Opera à Londres.
De 1989 à 2009, elle scénarise neuf films de Jacques Rivette.
De 1994 à 2009, elle est metteuse en scène invitée par Luís Miguel Cintra au Théâtre de Cornucópia (pt) de Lisbonne.
Elle réalise les décors et les costumes de plusieurs films de son mari René Allio,.
Pour Marcos Uzal, Christine Laurent est une « femme d'une immense culture et aux multiples talents, ayant aimé et œuvré dans les plus belles marges du cinéma français. ».

## Filmographie

### Télévision

#### Actrice
- 1973 : Les Enquêtes du commissaire Maigret (série télévisée), épisode 23 Maigret et la jeune morte de Claude Boissol : Louise Laboine
- 1990 : Le Lyonnais (série télévisée), épisode Taggers de Cyril Collard : Claudine Bertrand

### Cinéma

#### Actrice
- 1972 : Les Camisards de René Allio : Marguerite Combes
- 1983 : En haut des marches de Paul Vecchiali : Christine
- 1984 : Le Matelot 512 de René Allio : Paillette

#### Réalisatrice et scénariste
Comme réalisatrice et scénariste
- 1977 : A. Constant
- 1985 : Vertiges
- 1988 : Eden Miseria
- 1996 : Transatlantique
- 2006 : Call Me Agostino
- 2012 : Demain ?[6]

Comme scénariste
- 1989 : La Bande des quatre de Jacques Rivette[7]
- 1991 : La Belle Noiseuse de Jacques Rivette[7]
- 1992 : Divertimento de Jacques Rivette[7]
- 1994 : Jeanne la Pucelle de Jacques Rivette[7]
- 1995 : Haut bas fragile de Jacques Rivette[7]
- 2001 : Va savoir de Jacques Rivette[7]
- 2003 : Histoire de Marie et Julien de Jacques Rivette[7]
- 2007 : Ne touchez pas la hache de Jacques Rivette[7]
- 2009 : 36 vues du pic Saint-Loup de Jacques Rivette[7]

#### Décoratrice et costumière
Comme chef décoratrice et chef costumière
- 1972 : Les Camisards de René Allio
- 1973 : Rude journée pour la reine de René Allio
- 1980 : Retour à Marseille de René Allio

Comme chef costumière
- 1976 : Moi, Pierre Rivière, ayant égorgé ma mère, ma sœur et mon frère... de René Allio
- 1981 : Aimée de Joël Farges
- 1985 : Vertiges d'elle-même
- 1994 : Jeanne la Pucelle de Jacques Rivette

## Théâtre[1]

### Début de carrière
Régisseuse au Théâtre de l’Ambigü.
Décors et costumes de théâtre et d'opéra pour :
- Jean-Pierre Vincent,
- Jean Jourdheuil,
- Antoine Vitez,
- René Allio,
- Peter Zadek,
- Pierre Strosser,
- Colin Graham,
- Roland Petit,
- Hans Neugueubauer,
- Olivier Perrier,
- Paul Vecchiali…
- à la Comédie Française,
- au Schauspielhaus de Bochum,
- au Théâtre National de Strasbourg,
- à l’Opéra de Nantes,
- à l’Opéra de Lyon,
- au Festival d’Avignon,
- à l’English National Opera,
- à l’Opéra de Cologne,
- au Palais de Chaillot,
- au Théâtre de la ville,
- au théâtre des Champs Elysées.

Professeure de scénario et de mise en scène à l’Escuela Internacional de Cine à Cuba.

### Théâtre
Metteuse en scène
- 1994 : Dialogues sur la peinture en la ville de Rome, Francisco de Holanda, Teatro Da Cornucópia
- 1996 : Barbe bleue, Jean-Claude Biette, Teatro Da Cornucópia
- 1999 : Liliom, Ferenc Molnar, Teatro Da Cornucópia
- 2001 : Don Juan et Faust, Christian Dietrich Grabbe, Teatro Da Cornucópia
- 2006 : La Cerisaie, Anton Tchekhov, Teatro Da Cornucópia
- 2008 : Les géants de la montagne, Luigi Pirandello, Teatro Da Cornucópia
- 2009 : Mademoiselle Else, Arthur Schnitzler, Teatro Da Cornucópia

#### Scénographe et costumière
- 1968 : La Noce chez les petits bourgeois de Bertolt Brecht, mise en scène Jean-Pierre Vincent, Studio 70 de Chalon-sur-Saône
- 1969 : Tambours et Trompettes de Bertolt Brecht, mise en scène Jean-Pierre Vincent, Théâtre de la Ville
- 1970 : La Mouette de Tchekhov, mise en scène Antoine Vitez, Théâtre du Midi Carcassonne
- 1971 : Les Précieuses ridicules de Molière, mise en scène Jean-Louis Thamin, Comédie-Française
- 1971 : Auguste Auguste, Auguste de Pavel Kohout, mise en scène Gabriel Garran, Théâtre de la Commune
- 1972 : Dans la jungle des villes de Bertolt Brecht, mise en scène André Engel, Jean Jourdheuil et Jean-Pierre Vincent, Festival d'Avignon, Théâtre de Chaillot
- 1972 : L'Étourdi ou les Contretemps de Molière, mise en scène Jean-Louis Thamin, Théâtre national de Strasbourg
- 1973 : La Noce chez les petits bourgeois de Bertolt Brecht, mise en scène Jean-Pierre Vincent, Cyrano Théâtre, Théâtre de la Ville
- 1974 : L'Occasione fa il ladro, opéra de Gioachino Rossini et Luigi Prividali, mise en scène Jean-Louis Thamin, Théâtre municipal d'Angers
- 1986 : La Parisienne et veuve d'Henry Becque, mise en scène de Paul Vecchiali, Comédie-Française
- 1987 : La Sentence des pourceaux d'Olivier Perrier, mise en scène de l'auteur et Hervé Pierre, Théâtre national de Strasbourg, Festival d'Avignon, Théâtre des Treize Vents
- 1994 : Tartuffe ou l'Imposteur de Molière, mise en scène Laurent Laffargue, théâtre de la Manufacture de Nancy, Théâtre 71 de Malakoff
- 2009 : Bonbon chante Fréhel de Bonbon, Compagnie Telkellée
- 2010 : Cyrano de Bergerac d'après Edmond Rostand, mise en scène Anthony Magnier, Compagnie Viva la Commedia & Les Arlequins en Nord
- 2011 : Dom Juan ou le Festin de pierre de Molière, mise en scène Anthony Magnier, Compagnie Viva la Commedia & Les Arlequins en Nord

Comme chef costumière
- 1970 : La terre est ronde d'Armand Salacrou, mise en scène Jacques Mignot, Théâtre Romain Rolland de Villejuif
- 1981 : Les Intermittences du cœur, ballet de Roland Petit
- 1997 : L'Arlésienne, ballet de Roland Petit